# 近藤清石
近藤 清石（こんどう きよし）は、江戸時代末期（幕末）から大正時代にかけての国学者・郷土史家。長州藩士。周防国・長門国の歴史に関する多くの著書を残した。

## 生涯
天保4年（1833年）4月17日、長州藩の豪商・大玉新右衛門の次男として生まれ、中級藩士（一代遠近附士、中士下等、62石5斗）・近藤源右衛門正忠の養子となる。
安政6年（1859年）に長州藩の藩校・明倫館に入学し、近藤芳樹から国学を、土屋蕭海から漢学を学んだ。また、諸国を遊歴して諸家を訪ね、伊勢国の国学者である足代弘訓に私淑した。その後、長州藩の右筆を務め、慶応2年（1866年）に事跡編纂掛となって古記録の調査に従事した。この間、政治の表舞台に立つことは無かったという。
明治元年（1868年）に議政局書記を経て、明治5年（1872年）に山口県庁御用掛と山口県神官教導職管事を兼任した。明治6年（1873年）には周防国一宮・玉祖神社の宮司として社家の指導にあたる一方で、と山口県の地誌訂正取調掛を兼務して地誌・旧記の編纂に尽力した。この時に『山口県地誌略』や『山口県史略』6巻を著している。
明治18年（1885年）に地誌局の廃止に伴って退官し隠退。その後は、山口県吉敷郡八幡馬場町に閑居して著述に専念し、周防国と長門国の歴史に関する多くの著書を残す。明治34年（1901年）に山口県知事・古沢滋の委嘱によって『山口県風土誌』305巻の編纂を行い、明治38年（1905年）に完成させた。大正5年（1916年）1月4日に死去。享年84。山口の七尾山墓地に葬られた。
皇居三の丸尚蔵館に所蔵されている「明治十二年明治天皇御下命「人物写真帖」『神官僧侶』」に、明治13年（1880年）当時48歳で少教正の近藤清石の写真が納められている。

## 著作
- 『山口県地誌略』 - 明治12年（1879年）出版。
- 『山口県史略』 - 明治14年（1881年）から明治16年（1883年）にかけて出版。6巻。
- 『雲谷菴誌』 - 明治17年（1884年）出版。
- 『大内氏実録』 - 明治18年（1885年）出版。33巻。
- 『防長旧族志』 - 明治18年（1885年）出版。2巻。
- 『此花乃栞』 - 明治18年（1885年）出版。
- 『汲古集』 - 明治24年（1891年）出版。
- 『山口名勝旧蹟図誌』 - 明治27年（1894年）出版。23巻。
- 『壬寅紀行』 - 明治35年（1902年）出版。
- 『山口県風土誌』 - 明治38年（1905年）出版。305巻。
- 『霜堤雑草』 - 明治40年（1907年）出版。
- 『霜堤葦響』 - 明治45年（1912年）出版。
- 『花の下草合』 - 大正4年（1915年）出版。
- 『城明倫館学頭次第』 - 大正5年（1916年）出版。